# Keshia Kwadwo
Keshia Kwadwo (10 de julio de 1999) es una deportista de Alemania que compite en atletismo. Ganó una medalla de bronce en el Campeonato Mundial de Atletismo Sub-20 de 2016, en la prueba de 4 × 100 m.